# Kamienica przy ulicy Bałuckiego 2 we Wrocławiu
Kamienica przy ulicy Michała Bałuckiego 2 – kamienica mieszkalna pełniąca dawniej funkcję biurowca. Jej fasada stanowi jeden z najbardziej oryginalnych realizacji w duchu architektury ekspresjonizmu we Wrocławiu.
Kamienica we wschodniej pierzei ulicy Bałuckiego (dawniej Agnesstraße) na Przedmieściu Świdnickim powstała w latach 1862-63. Autorem projektu był architekt Carl Meinecke. Była wówczas kamienicą czynszową, jej fasada posiadała neorenesansowe dekoracje. W roku 1907 przebudowano jej wnętrza według projektu Ernsta i Fritza Wegenerów. W roku 1922 nowy właściciel budynku spółka Karlsruher Lebensversicherung (Towarzystwo Ubezpieczeń na Życie z Karlsruhe) zaadaptował dany dom mieszkalny na swój własny biurowiec. Projekt w stylu ekspresjonizmu wykonała spółka architektów - Moritz Hadda i Wilhelm Ludwig Schlesinger.
Projekt fasady kamienicy wykonany przez Haddę i Schlesingera nawiązuje do realizacji czołowych niemieckich twórców architektury ekspresjonizmu skupionych w grupie Gläserne Kette, a także czeskich twórców nurtu architektury kubistycznej. Osie okienne fasady oddzielone są pryzmatycznie ukształtowanymi ściankami, każda z sześciu osi zwieńczona jest trójkątnym daszkiem. Oprócz funkcji czysto estetycznych takie rozwiązanie miało też praktyczne zastosowanie zwiększając ilość światła wpływającego do wnętrza przez otwory okienne, których z przyczyn technicznych nie można było w czasie przebudowy powiększyć.
Budynek obecnie użytkowany jest ponownie jako kamienica mieszkalna. Jako obiekt o charakterze zabytkowym podlega ochronie, figuruje w wykazie Wojewódzkiego Urzędu Ochrony Zabytków we Wrocławiu. W marcu 2016 złożony został wniosek o wpisanie budynku do rejestru zabytków.

## Literatura
- Rafał Eysymontt, Jerzy Ilkosz, Agnieszka Tomaszewicz, Jadwiga Urbanik (red.): Leksykon architektury Wrocławia. Wrocław: Via Nova, 2011. Brak numerów stron w książce